# Myndus sarbaza
Myndus sarbaza är en insektsart som beskrevs av Dlabola 1989. Myndus sarbaza ingår i släktet Myndus och familjen kilstritar. Inga underarter finns listade i Catalogue of Life.